# Sławne historie zbójeckie
Sławne historie zbójeckie (czes. Slavné historky zbojnické) – czechosłowacki serial historyczny z 1985 roku. 
Tematem serialu są autentyczne biografie słynnych czeskich zbójników. Serial składał się z 6 odcinków, a każdy z nich omawia historię innego zbójnika.

## Odcinki
1. Václav Babinský (w roli głównej: Radoslav Brzobohatý)
2. Šobri Jožka (w roli głównej: Jiří Bartoška)
3. Jan Jiří Grasel (w roli głównej: Ivan Vyskočil)
4. Schinderhannes (w roli głównej: Miroslav Vladyka)
5. Róža Šándor (w roli głównej: Pavel Zedníček)
6. Trestanec Salvador (w roli głównej: Vladimír Dlouhý)